# Convento de Santa Clara (Vila do Conde)

Fotografia aérea do antigo Convento de Santa Clara, atual Hotel

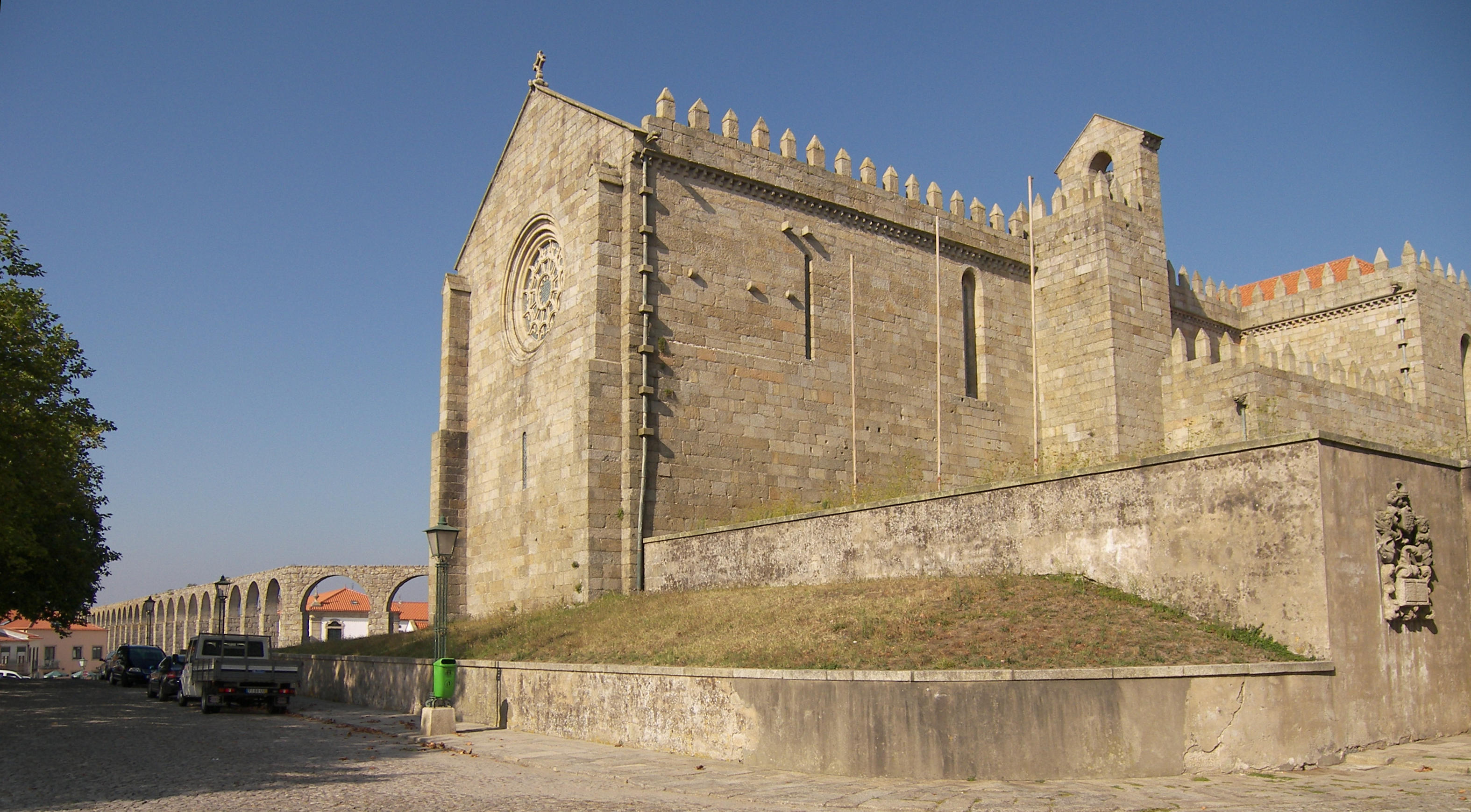
Igreja de Santa Clara de Vila do Conde, igreja do antigo convento gótico

O Convento de Santa Clara, também referido como Mosteiro de Santa Clara de Vila do Conde, Reformatório de Vila do Conde e Centro Educativo de Santa Clara, localiza-se na cidade de Vila do Conde, Distrito do Porto, em Portugal.
Foi um convento feminino instituído em 1318 e extinto no século XIX. Do antigo convento, resta a magnífica 
Igreja do Convento de Santa Clara em estilo gótico e parte do edifício conventual, reedificada parcialmente no século XVIII, e em breve ocupada pelo The Lince Santa Clara Historic Hotel & SPA.

## História
O convento foi fundado por iniciativa de D. Afonso Sanches (filho bastardo do rei D. Dinis) e de sua esposa, D. Teresa Martins (de Meneses).
Do património edificado ao longo dos séculos, restam-nos hoje a a igreja, em estilo gótico, a área residencial (outrora designada como os "dormitórios novos") objeto deste artigo, edificada no século XVIII, os arcos do antigo claustro com o seu chafariz e o extenso aqueduto — o aqueduto de Santa Clara, em parte destruído.

### A Igreja
Na igreja encontram-se alguns importantes túmulos: o de Beatriz de Portugal, filha de São Nuno Álvares Pereira, o dos Condes de Cantanhede e os dos fundadores.
Um dos momentos mais notáveis da história do convento ocorreu sob a abadessa D. Isabel de Castro (1518-1543). A reedificação de 1777 em gosto neopalladino é do mestre pedreiro Henrique Ventura Lobo, que trabalhou na Cadeia do Tribunal da Relação do Porto.
A lenda da Abadessa Berengária e a lenda da Menina do Merendeiro - originárias do convento - testemunham, da parte das monjas da casa, anseios duma vivência cristã muito depurada.
Após o Decreto de extinção das ordens religiosas (1834), a vida no convento foi-se apagando lentamente, até chegar ao seu termo em 1892, com a morte da última monja.

### Centro Educativo de Santa Clara
Em 1902 as dependências do antigo convento receberam a Casa de Detenção e Correcção do Porto, depois Reformatório de Vila do Conde e Escola Profissional de Santa Clara, sendo depois conhecido como Centro Educativo de Santa Clara, estabelecimento de tutela de menores que funcionou até 2007.
Após 2007 ficou abandonado.

### Hotel
Em setembro de 2008 foi assinado um contrato entre o Turismo de Portugal e o Grupo Pestana com vista à sua transformação em Pousada de Portugal, projecto qual não foi realizado.
Em 2015 após acordo com a Câmara Municipal de Vila do Conde, o mosteiro sofreu intervenções de reabilitação com o objectivo de albergar os serviços municipalizados de Vila do Conde. O convento foi reabilitado no que se refere a coberturas, fachadas, elementos pétreos e caixilharias de madeira pintada.
Em 2018, o governo através do programa Revive, concessionou o uso turístico do imóvel com o modelo jurídico de direito de superfície por um período de 50 anos. O edifício foi convertido num hotel de 5 estrelas, com 87 quartos, restaurante e spa. A vencedora do concurso foi a empresa açoriana Slicedays, estando prevista a abertura em maio de 2024 do The Lince Santa Clara Historic Hotel & SPA.

## A Lenda da Berengária
Conta-se que, a certa altura da história do Convento de Santa Clara de Vila do Conde, havia bastante relaxamento na vida religiosa das monjas. Orgulhosas, recusavam os trabalhos, davam-se a falatórios inconvenientes e eram pouco zelosas em acorrer à reza nas horas canónicas. Havia, entretanto, uma excepção: a irmã Berengária. Humilde, cumpridora, imitava os melhores exemplos das passadas Clarissas, não se furtando às tarefas mais humildes, que executava com alegria e sentido fraterno.
Aconteceu que nesse período, a abadessa faleceu e foi preciso eleger a sucessora. Havia muitas interessadas no cargo, que dava autoridade e visibilidade social. Quem não pensava nisso era sem dúvida a solícita Berengária.
Na hora da eleição, cada uma das eleitoras, para que as amigas não acedessem ao abadessado, votou do modo que menos pudesse prestar – em Berengária – pensando assim protelar a decisão, ao entregar o voto a uma incapaz. Mas, quando a irmã Berengária verificou que tinha sido eleita, segundo todas as regras, decidiu aceitar o cargo. Não o tinha pedido, mas não o recusava.
As demais monjas mofavam e recusavam-se a obedecer-lhe, afirmando que a votação não fora a sério. Perante a rebeldia manifesta, a nova abadessa foi firme e ousada: ordenou que as suas antecessoras, que ali jaziam sepultadas,viessem prestar-lhe a homenagem de obediência que as freiras vivas recusavam. Eis então que as antigas abadessas se ergueram das sepulturas e ali se mostraram em atitude respeitosa. O resultado não podia ser outro: as monjas arrependeram-se da sua soberba e acataram a autoridade da nova abadessa.
A Abadessa Berengária é efectivamente uma figura histórica, tendo estado à frente do convento de 1384 a 1406. Embora o milagre que lhe é atribuído seja uma lenda, a narrativa é de cunho edificante, ao valorizar virtudes indispensáveis à vida em comunidade, como a dedicação ao trabalho, a oração e, sobretudo, a obediência.
Em 1625, frei Luís dos Anjos já recolheu esta lenda no seu Jardim de Portugal, remetendo-a a uma versão anterior, em latim. No Convento de Santa Clara ela é evocada numa tábua, por escrito, e numa tela, ambas da segunda parte de Seiscentos.
O escritor Joaquim Pacheco Neves, em 1980, dramatizou-a, intitulando a peça de A Lenda da Berengária.